# گل‌تپه (سنقر)
گل‌تپه (سنقر)، روستایی از توابع بخش کلیائی شهرستان سنقر در استان کرمانشاه ایران است.

## جمعیت
این روستا در دهستان آگاهان قرار دارد و براساس سرشماری مرکز آمار ایران در سال ۱۳۸۵، جمعیت آن ۳۸ نفر (۱۲خانوار) بوده‌است.